# إبراهيم العظم
إبراهيم بن طاهر بن أحمد العظم (1903 - 1957) شاعر وحقوقي سوري. ولد في مدينة حماة. تخرّج في معهد الحقوق عام 1928. مارس المحاماة مدّة، وتولّى أوقاف حماة، ثم حلب. كان له اشتغال بالأدب والحديث. عيّن قاضيًا استئنافيًا في دمشق حتى وفاته فيها. من مؤلفاته اختصار الموافقات للشاطبي في جزأين وله شعر كثير جيّد لم يجمع في ديوان. 

## سيرته
ولد إبراهيم بن طاهر بن أحمد بن أسعد العظم سنة 1321 هـ/ 1903 م في حماة من عائلة العظم. تخرج بمعهد الحقوق في الثانية سنة 1928. مارس المحاماة مدة وتولى أوقاف حماة وحلب وانتخب نقيبًا للمحامين. ثم كان قاضيًا استئنافيًا في دمشق. 

كان له اشتغال في الأدب والحديث.

توفي في دمشق سنة 1377 هـ/ 1957 م.

## مؤلفاته
له شعر متنفرق عند أولاده، فيه رقة وجودة. ولرباب الكيلاني من قريباته، كتاب الشاعر الفاضل والقاضي العادل تقدمت به لإحراز الماجستير في الأدب، بدمشق.
- اختصار الموافقات للشاطبي، في جزأن، مخطوط.

## وصلات خارجية
- في موقع أرشيف المجلات